# Heritiera fomes
Heritiera fomes är en malvaväxtart som beskrevs av Buch.-ham.. Heritiera fomes ingår i släktet Heritiera och familjen malvaväxter. Inga underarter finns listade i Catalogue of Life.

## Bildgalleri

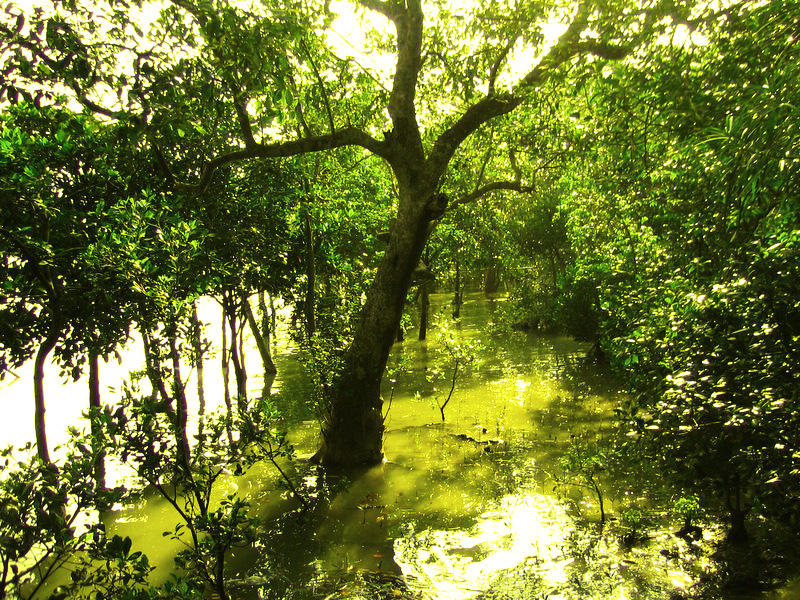